# Лемберг, Иосиф Хаймович
Иосиф Хаимович Лемберг (1913 — ?) — советский учёный в области ядерной физики, лауреат Государственной премии СССР (1968).

## Биография
Родился в г. Белая Церковь Васильковского уезда Киевской губернии в 1913 году (согласно некоторым источникам — в 1914 году).
Окончил физический факультет ЛГУ (1938). Член ВКП(б) с 1941 года.
В 1938—1941 годах преподаватель в Педагогическом институте Коми АССР (Сыктывкар).
В 1941—1946 годах служил в РККА, участник войны, начальник химической службы 17 иап 3 ВА, 1-й Прибалтийский и 3-й Белорусский фронты. Награждён орденами Красной Звезды (13.05.1945) и Отечественной войны II степени (06.11.1985)
С 1946 года научный сотрудник, с 1967 года заведующий сектором, с 1971 года заведующий циклотронной лабораторией ЛФТИ, с 1984 по 1999 год ведущий научный сотрудник той же лаборатории.
Инициатор и руководитель развёрнутых исследований кулоновского возбуждения ядерных уровней, на основе которых обнаружены и описаны оболочечная структура коллективных состояний ядра и деформация лёгких ядер. Провёл нейтронно-активационный анализ путем регистрации гамма-лучей для химического анализа веществ.
Доктор физико-математических наук (1963), тема диссертации «Исследование кулоновского возбуждения ядерных уровнений», профессор. Автор более 150 научных работ.
Лауреат Государственной премии СССР (1968) — за цикл работ по исследованию кулоновского возбуждения ядер (1956—1966).
Заслуженный деятель науки Российской Федерации (14.09.1999). Награждён орденом «Знак Почёта» (1967).